# 7 Studios
7 Studios was een computerspelontwikkelaar en eigendom van Activision Blizzard. De studio werd door Activision in februari 2011 opgeheven.

## Games
| Release | Titel                                                | Platform            | Uitgever                     |
| ------- | ---------------------------------------------------- | ------------------- | ---------------------------- |
| 2002    | Legion: Legend of Excalibur                          | PS2                 | Midway Games                 |
| 2002    | Defender                                             | PS2, Xbox, GameCube | Midway Games                 |
| 2003    | Charlie's Angels: Angel X                            | PC                  | Sony Online Entertainment    |
| 2005    | Fantastic Four                                       | PS2, Xbox, GameCube | Activision                   |
| 2006    | Pirates of the Caribbean: The Legend of Jack Sparrow | PS2, PC             | Bethesda Softworks           |
| 2006    | The Sopranos: Road to Respect                        | PS2                 | THQ                          |
| 2007    | Shrek the Third                                      | Xbox 360, PC        | Activision                   |
| 2007    | Fantastic Four: Rise of the Silver Surfer            | Wii, PS2, DS        | 2K Games                     |
| 2007    | Napoleon Dynamite: The Game                          | PSP, DS             | Crave Entertainment          |
| 2008    | George of the Jungle and the Search for the Secret   | DS                  | Crave Entertainment          |
| 2008    | Six Flags Fun Park                                   | Wii, DS             | Brash Entertainment, Ubisoft |
| 2009    | Space Camp                                           | Wii, DS             | Activision                   |